# George Latimer Bates

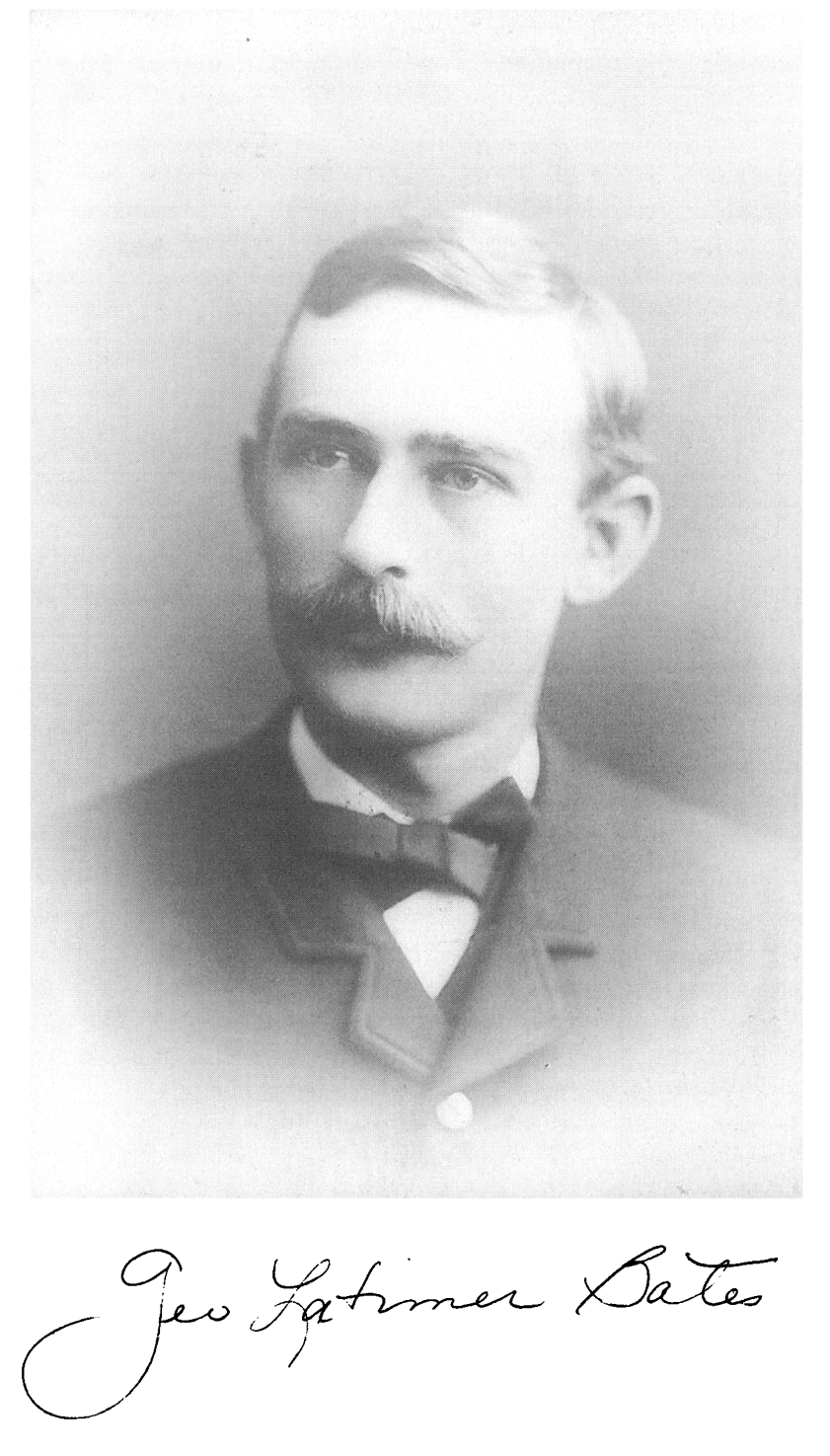
George Latimer Bates, vor 1923

George Latimer Bates (* 1863 in Illinois; † 31. Januar 1940 in Chelmsford, England) war ein Ornithologe, Botaniker und Naturforscher.

## Leben
George Latimer Bates besuchte das Knox College in Galesburg und anschließend nach seinem Abschluss im Jahr 1885 das Chicago Theological Seminary, wo er 1891 graduierte. Nach einigen Jahren als Lehrer in South Dakota setzte er 1895 nach Westafrika über, um die dortige Flora und Fauna zu erforschen.
In Afrika begann er zunächst in Gabun und der heutigen Republik Kongo, damals beide zu der Kolonie Französisch-Äquatorialafrika gehörend, später in der deutschen Kolonie Kamerun mit dem Sammeln von zoologischen und botanischen Präparaten. Nach einer kurzen Rückkehr in die USA ließ er sich 1905 in Bitye, Kamerun nahe dem Dja nieder, von wo aus er weitere botanische und zoologische Expeditionen unternahm. Weitere Expeditionen führten ihn nach Nigeria und zum Tschadsee. 1928 verließ Bates Afrika und siedelte nach Chelmsford in England um. Seine Sammlung wurde im British Museum, heute Natural History Museum, katalogisiert. 1930 schrieb Bates das Handbook of the birds of West Africa, bevor er 1931 erneut zu einer Forschungsreise nach Afrika aufbrach, die ihn von Konni entlang des Niger nördlich bis zur Sahara führte. Die Ergebnisse der Reise wurden in der ornithologischen Fachzeitschrift Ibis veröffentlicht. Nach seiner Rückkehr 1932 widmete er sich der Arbeit im British Museum, wo er unter anderem von Harry St. John Philby gesammelte Vogelexemplare bestimmte und katalogisierte. Auf Einladung von Philby reiste er 1934 nach Dschidda, um weitere Forschungen auf der Arabischen Halbinsel zu unternehmen. Sein letztes Buch Birds of Arabia blieb unveröffentlicht, wurde jedoch von Richard Meinertzhagen für dessen 1954 erschienenes eigenes Buch Birds of Arabia genutzt.
Nach George Latimer Bates wurden verschiedene Tiere benannt (Auswahl):
- Kamerunsegler (Apus batesi)
- Waldnachtschwalbe (Caprimulgus batesi)
- Einfarb-Nektarvogel (Cinnyris batesi)
- Braunwangenweber (Ploceus batesi)
- Batesböckchen (Nesotragus batesi)
- Bate-Schlitznase (Nycteris arge)

## Werke
- Handbook of the Birds of West Africa, (1930)